# Glen Matlock
Glen Matlock (Paddington, Nyugat-London, 1956. augusztus 27.) angol basszusgitáros, aki leginkább a Sex Pistols punkegyüttes eredeti felállásának tagjaként vált híressé. Hozzájárulása a zenekar kreativitásához vita tárgya. Paul Cook dobos állítása szerint az együttes legtöbb dalához Matlock írta a szöveget és a zenét, ezt Johnny Rotten énekes megkérdőjelezi. A Never Mind the Bollocks, Here's the Sex Pistols 12 dalából 10-nek Matlock a társszerzője. A Sex Pistolsból való kilépése után több együttesben feltűnt és szólóelőadóként is tevékenykedett.

## Zenei pályafutása
Matlock 1974 elején csatlakozott a Sex Pistolshoz, melynek 1977 februárjáig volt tagja. A legenda szerint azért rúgták ki a zenekarból, mert szerette a The Beatlest. Ez valójában kitaláció. Egy másik verzió szerint az ok az volt, hogy Matlock mindig megmosta a lábát (ezt a kijelentést Steve Jones tette). Önéletrajzában Matlock azt írja, azért lépett ki az együttesből, mert elege volt az egészből. A 2000-es The Filth and the Fury dokumentumfilmben az együttes mind a négy tagja elismeri, hogy feszültség volt Matlock és Rotten között, ami Malcolm McLaren áskálódásának volt az eredménye. Matlock helyére Sid Vicious került.
Matlock ekkor megalapította a The Rich Kids-et. A The Rich Kids után a The Spectres és a Hot Club együttesek alapítója volt.
John Lydon életrajzában megemlíti, hogy Matlock részt vett a Sex Pistols stúdiómunkáiban mint stúdiózenész (a Matlock távozása után rögzített dalokon Jones basszusgitározik, Sid Vicious egyedül a Bodies dalon működik közre). Matlock később a rövidéletű Vicious White Kids-ben zenélt Sid Vicious oldalán. Matlock basszusgitározik továbbá Iggy Pop Soldier és a The Damned Not of This Earth albumain.
Matlock tagja volt az újraegyesült Sex Pistols-nak. A felállás 1996-ban, 2002-ben és 2003-ban, 2007-ben és 2008-ban adott koncerteket. Emellett Matlock néhányszor fellépett a The Philistines és a The Flying Padovanis együttesekkel. Több punk és posztpunk zenésszel koncertezett, akik a Dead Man Walking formációba tömörültek. Jelenleg a Slinky Vagabond tagja. Az egyik újság szerint a Sex Pistols eredeti tagjai közül „egyedül Matlock az, aki a saját együttesével koncertezik; ironikus, hogy azért rúgták ki, mert túl konzervatív volt...”
2010 januárjában Glen Matlock ismét összehozta a Rich Kids-et egy koncert erejéig. Matlock ezután csatlakozott az újraalakult Faces-hez a 2010-es Vintage at Goodwood fesztiválon. 2011-ben a rövid életű International Swingers tagja volt.
Nyilvánosan felszólalt a Brexit ellen.

## Fordítás
- Ez a szócikk részben vagy egészben  a   Glen Matlock című angol Wikipédia-szócikk fordításán alapul.  Az eredeti cikk szerkesztőit annak laptörténete sorolja fel. Ez a jelzés csupán a megfogalmazás eredetét és a szerzői jogokat jelzi, nem szolgál a cikkben szereplő információk forrásmegjelöléseként.